# Julie Covington
Julie Covington (née le 11 septembre 1946, à Londres) est une chanteuse anglophone et actrice. 
Elle est plus particulièrement connue pour avoir interprété la version originale de "Don't Cry for Me Argentina" qui a connu des reprises notamment par Madonna.

## Albums
- While The Music Lasts (1967)
- The Party's Moving On (1969)
- The Beautiful Changes (1971)
- Julie Covington (1978)
- The Beautiful Changes Plus (1999)[1],[2]
- Julie Covington Plus (2000)

### Cast recordings/soundtracks/compilations
- Godspell – Original Cast Recording (1972)
- The Adventures of Barry McKenzie (1972)
- The Rocky Horror Show (1973)
- Evita (1976)
- Rock Follies (1976)
- The Mermaid Frolics (1977) – benefit for Amnesty International
- Rock Follies of '77 (1977)
- The War of the World (1978)
- Guys and Dolls National cast recording (1982)
- The Wildcliffe Bird (audio book) (1991)
- Guys and Dolls (1992)
- The War of the World – Original – CD (2000)
- The War of the World – 5.1 Remastered Edition (2005)
- The War of the World – 7 disc Collectors Edition (2005)

## Singles
| Année | Single                                                         | Classement | Classement |
| Année | Single                                                         | UK         | AU         |
| ----- | -------------------------------------------------------------- | ---------- | ---------- |
| 1970  | "The Magic Wasn't There, Tonight Your Love Is Over"            | -          | -          |
| 1970  | "The Way Things Ought To Be"                                   | -          | -          |
| 1972  | "Day By Day"                                                   | -          | -          |
| 1973  | "Two Worlds Apart" (Démo)                                      | -          | -          |
| 1976  | "Don't Cry for Me Argentina"                                   | 1          | 1          |
| 1977  | "OK?" (avec Rula Lenska, Charlotte Cornwell, Sue Jones-Davies) | 10         | -          |
| 1977  | "Only Women Bleed"                                             | 12         | -          |
| 1978  | "(I Want To See The) Bright Lights"                            | -          | 58         |
| 1982  | "Housewives' Choice"                                           | -          | -          |

## Britannia Awards
- 1977 – "Best British Female Newcomer"[3]